# Muhammad Raghib al-Maliki
Muhammad Raghib al-Maliki (arab. محمد راغب المالكي; ur. 23 lipca 1953) – egipski zapaśnik walczący w stylu klasycznym. Olimpijczyk z Monachium 1972, gdzie zajął osiemnaste miejsce w wadze minimuszej do 48 kg.
Srebrny medalista igrzysk śródziemnomorskich w 1975 roku.